# Patrick Eeckelers
Patrick Eeckelers est un patron de grande entreprise au Cameroun. Il a dirigé Enéo, pour le compte d'ACTIS.

## Biographie

### Enfance, éducation et débuts
Patrick Eeckelers est un ingénieur.

### Carrière
Patrick Eeckelers est expert en management des sociétés d’énergie. Il passe plus de 30 ans chez Engie qui est un leader mondial de la fourniture d’électricité.
En janvier 2022, il est embauché chez Enéo comme conseiller spécial du DG. Il obtient la direction de l'Entreprise ENEO en remplacement d'Eric Mansuy qui a donné sa démission.
En 2023, après des tentatives de reformer pour viabiliser les finances de l'entreprise, il donne sa démission de la direction de l'entreprise ENEO,.